# Хиршталь
Хиршталь (нем. Hirschthal AG) — коммуна в Швейцарии, в кантоне Аргау.
Входит в состав округа Арау.  Население коммуны составляет 1756 человек (31 декабря 2023). Официальный код  —  4007.